# Classic Loire Atlantique 2009
La Classic Loire Atlantique 2009, decima edizione della corsa e valida come evento dell'UCI Europe Tour 2009 categoria 1.2, si svolse il 20 marzo 2009 su un percorso di 184,8 km. Fu vinta dal francese Cyril Bessy, che giunse al traguardo con il tempo di 4h39'47", alla media di 39,63 km/h.
Partenza con 168 ciclisti, dei quali 58 portarono a termine la gara.

## Squadre e corridori partecipanti
| N.      | Cod. | Squadra                        |
| ------- | ---- | ------------------------------ |
| 1-8     | AGR  | Agritubel                      |
| 11-18   | BCS  | Besson Chaussures-Sojasun      |
| 21-28   | BSC  | Bretagne-Schuller              |
| 31-38   | AUB  | Auber 93                       |
| 41-48   | RLM  | Roubaix-Lille Métropole        |
| 51-58   |      |                                |
| 61-68   | RB3  | Rabobank Continental Team      |
| 71-78   | EQA  | EQA-Meitan Hompo-Graphite Des. |
| 81-88   | KTA  | Katyusha Continental Team      |
| 91-98   |      |                                |
| 101-108 | CCB  | Cycling Club Bourgas           |

| N.      | Cod. | Squadra                      |
| ------- | ---- | ---------------------------- |
| 111-118 | SKT  | An Post-Sean Kelly Team      |
| 121-128 | CMO  | Carmiooro-A-Style            |
| 131-138 | TDK  | Team Designa Køkken          |
| 141-148 | BWC  | BlueWater-Cycling for Health |
| 151-158 | ISE  | ISD Sport Donetsk            |
| 161-168 | CJP  | Cyclingteam Jo Piels         |
| 171-178 |      |                              |
| 181-188 |      |                              |
| 191-198 |      | Vendée U                     |
| 201-208 |      | Team Wilo-Agem Sarthe 72     |
| 211-218 |      | Nantes U                     |

## Ordine d'arrivo (Top 10)
| Pos. | Corridore        | Squadra          | Tempo    |
| ---- | ---------------- | ---------------- | -------- |
| 1    | Cyril Bessy      | Besson           | 4h39'47" |
| 2    | Michael Reihs    | Designa Køk.     | a 5"     |
| 3    | David Le Lay     | Agritubel        | a 8"     |
| 4    | Pierre Cazaux    | Roubaix          | s.t.     |
| 5    | Miyataka Shimizu | EQA-Meitan       | a 59"    |
| 6    | Erki Pütsep      | C. C. Bourgas    | s.t.     |
| 7    | Paul Brousse     | Carmiooro        | s.t.     |
| 8    | Sébastien Duret  | Bretagne         | s.t.     |
| 9    | Gwenaël Teillet  | U Nantes Atlant. | a 2'21"  |
| 10   | Tom Relou        | Jo Piels         | a 3'20"  |